# Малая Кочетовка
Малая Кочетовка — деревня в Токарёвском районе Тамбовской области России. 
Входит в Безукладовский сельсовет.

## География
Расположена в 5 км к северу от районного центра, рабочего посёлка Токарёвка.

## Население
| 2002 | 2010 |
| ---- | ---- |
| 231  | ↘198 |

Согласно результатам переписи 2002 года, в национальной структуре населения русские составляли 96 % от жителей.